# بلجیراته
بلجیراته (به ایتالیایی: Belgirate) یک کومونه در ایتالیا است که در استان وربانو-کوزیو-اوسولا واقع شده‌است. بلجیراته ۸٫۴ کیلومتر مربع مساحت و ۵۴۲ نفر جمعیت دارد و ۱۹۹ متر بالاتر از سطح دریا واقع شده‌است.